# A Woman of Redemption
A Woman of Redemption è un film muto del 1918 diretto da Travers Vale.

## Trama
Gene Romaine e suo padre Jacques, che lavora come vigile del fuoco per una compagnia di legname, vivono tranquillamente nella loro capanna nei boschi. Un giorno, però, McDaniels, il capo dei boscaioli, si libera della moglie indiana e impone a Gene di sposarlo, minacciando in caso contrario di licenziare Jacques. Intimorita, la ragazza dapprima acconsente ma, quando deve compiere il grande passo, ne è disgustata e fugge via, rifugiandosi nel bosco. Lì, incontra Tim, il figlio del padrone della compagnia. Il padre del giovane ha intimato al figlio di non presentarsi più davanti a lui fino al giorno che non avrà smesso con le sue cattive abitudini di bevitore incallito. Quando McDaniels aggredisce Gene, Tim la difende. In seguito, però, McDaniels viene trovato morto: i boscaioli accusano di quella morte Tim e tentano di linciarlo. Gene, innamorata del giovane, lo difende con in pugno una pistola. La moglie indiana di McDaniels, allora, confessa di essere stata lei a pugnalarlo, per vendicare così il suo tradimento. Tim, ormai libero e sostenuto dall'amore di Gene, promette alla ragazza di renderla felice.

## Produzione
Il film, per il quale in origine fu usato il titolo The Echo Girl, venne prodotto dalla World Film. Le scene in esterni furono filmate nelle vicinanze di Bat Cave, in North Carolina.

## Distribuzione
Il copyright del film, richiesto dalla World Film Corp., fu registrato il 25 giugno 1918 con il numero LU12597.
Distribuito dalla World Film, il film uscì nelle sale cinematografiche statunitensi il 24 giugno 1918.
Non si conoscono copie ancora esistenti della pellicola che viene considerata presumibilmente perduta.